# Олдерси, Олимпия
Олимпия Олдерси (англ. Olympia Aldersey; род. 26 июля 1992, Роуз-Парк) — австралийская гребчиха, выступающая за сборную Австралии по академической гребле с 2010 года. Чемпионка мира, многократная победительница и призёрка этапов Кубка мира, участница Олимпийских игр 2016 и 2020 годов.

## Биография
Родилась 26 июля 1992 года в Роуз-Парке, пригороде Аделаиды, Южная Австралия. Поскольку её рождение совпало с церемонией открытия Олимпийских игр в Барселоне, была названа родителями Олимпией.
Окончила англиканскую школу St Peter’s Girls' School, после чего поступила в Аделаидский университет, где впоследствии получила учёные степени в области права и здравоохранения.
Заниматься академической греблей начала в возрасте 15 лет, проходила подготовку в местном Аделаидском гребном клубе.
Впервые заявила о себе на международном уровне в сезоне 2010 года, когда вошла в состав австралийской национальной сборной и побывала на юниорском мировом первенстве в Рачице, откуда привезла награду бронзового достоинства, выигранную в зачёте распашных безрульных четвёрок. В том же сезоне приняла участие в юношеских Олимпийских играх в Сингапуре, где стала серебряной призёркой в безрульных двойках.
В 2011 году на молодёжном мировом первенстве в Амстердаме в безрульных двойках стала четвёртой.
На молодёжном мировом первенстве 2012 года в Тракае обошла всех своих соперниц в зачёте парных четвёрок и тем самым завоевала золотую медаль.
Начиная с 2013 года выступала среди взрослых спортсменок, в частности в этом сезоне в парных четвёрках выиграла домашний этап Кубка мира в Сиднее, взяла бронзу на этапах в Итоне и Люцерне, в то время как на чемпионате мира в Чхунджу сумела квалифицироваться лишь в утешительный финал В и расположилась в итоговом протоколе соревнований на восьмой строке.
В 2014 году переключилась на парные двойки: была лучшей на этапах Кубка мира в Сиднее и Эгбелете, выиграла бронзовую медаль на чемпионате мира в Амстердаме.
В 2015 году в парных двойках стала серебряной призёркой на этапе Кубка мира в Люцерне, закрыла десятку сильнейших на чемпионате мира в Эгбелете.
Пыталась пройти отбор на летние Олимпийские игры 2016 года в Рио-де-Жанейро в программе восьмёрок, но не смогла этого сделать — на европейской и финальной олимпийской квалификационной регате FISA в Люцерне финишировала лишь третьей. Тем не менее, в связи с исключением команды России австралийки в последний момент всё же получили возможность выступить на Играх. Олдерси, не имея достаточной тренировочной практики в восьмёрке, вместе со своими соотечественницами заняла последние места в обоих отборочных заездах и сразу же выбыла из борьбы за медали.
После Олимпиады в Рио Олимпия Олдерси осталась в составе гребной команды Австралии на ещё один олимпийский цикл и продолжила принимать участие в крупнейших международных регатах. Так, в 2017 году в парных двойках она выиграла бронзовые медали на этапе Кубка мира в Познани и на чемпионате мира в Сарасоте.
В 2018 году в парных четвёрках взяла бронзу на этапе Кубка мира в Оттенсхайме, при этом на чемпионате мира в Пловдиве стала седьмой.
В 2019 году в распашных безрульных четвёрках выиграла золотую и бронзовую медали на этапах Кубка мира в Роттердаме и Познани соответственно, одержала победу на чемпионате мира в Оттенсхайме.